# Geranomyia irrorata
Geranomyia irrorata är en tvåvingeart som beskrevs av Eugène Séguy 1938.
Geranomyia irrorata ingår i släktet Geranomyia och familjen småharkrankar. Artens utbredningsområde är Kenya. Inga underarter finns listade i Catalogue of Life.